# Hadena albistellata
Hadena albistellata är en fjärilsart som beskrevs av Druce 1908. Hadena albistellata ingår i släktet Hadena och familjen nattflyn. Inga underarter finns listade i Catalogue of Life.